# رودني بيرمان
رودني بيرمان هو سياسي بريطاني، ولد في 1969. نشط حزبياً في الديمقراطيون الليبراليون.